# Danh sách tập phim Rewrite
Một chuyển thể anime truyền hình dài 24 tập của visual novel Rewrite, do Tanaka Motoki (nghệ danh "Tensho") đạo diễn và hãng phim 8bit thực hiện. 13 tập phim đầu tiên phát sóng từ ngày 2 tháng 7 đến 24 tháng 9 năm 2016.

## Danh sách tập
| #  | Title                                                  | Ngày phát sóng gốc  |
| -- | ------------------------------------------------------ | ------------------- |
| 1  | "Sekai ka, Jibun ka" (世界か、自分か)                  | 2 tháng 7 năm 2016  |
| 2  | "Seishun ga Hajimaru Basho" (青春が始まる場所)         | 9 tháng 7 năm 2016  |
| 3  | "Werukamu, Chōjō Genshō" (ウェルカム、超常現象)        | 16 tháng 7 năm 2016 |
| 4  | "Itsuka Ano Hi ni Kaeru Made" (いつかあの日に帰るまで) | 23 tháng 7 năm 2016 |
| 5  | "Asahi Haruka" (アサヒハルカ)                          | 30 tháng 7 năm 2016 |
| 6  | "Okaken Katsudō Kiroku" (オカ研活動記録)               | 6 tháng 8 năm 2016  |
| 7  | "Ushinawareta Basho" (失われた場所)                    | 13 tháng 8 năm 2016 |
| 8  | "Waga Na wa Kagari-chan" (我が名は篝ちゃん)            | 20 tháng 8 năm 2016 |
| 9  | "Mawari Hajimeru Unmei" (回り始める運命)               | 27 tháng 8 năm 2016 |
| 10 | "Tada, Tomo Toshite" (ただ、友として)                  | 3 tháng 9 năm 2016  |
| 11 | "Kauntodaun" (カウントダウン)                          | 10 tháng 9 năm 2016 |
| 12 | "Horobi no Uta" (滅びの歌)                             | 17 tháng 9 năm 2016 |
| 13 | "Kimi to Kawashita Yakusoku" (君とかわした約束)        | 24 tháng 9 năm 2016 |
| 14 | "San-pai no Kōhī" (三杯のコーヒー)                     | 14 tháng 1 năm 2017 |
| 15 | "Shizuka na Umi no Mitsu no Tsuki" (静かな海の蜜の月)  | 21 tháng 1 năm 2017 |
| 16 | "Dare mo Shiranai Shinjitsu" (誰も知らない真実)        | 28 tháng 1 năm 2017 |
| 17 | "Chikyū Kyūsai Hantā" (地球救済ハンター)               | 4 tháng 2 năm 2017  |
| 18 | "Chōjin no Shishitsu" (超人の資質)                     | 11 tháng 2 năm 2017 |
| 19 | "Sangeki no Mori" (惨劇の森)                           | 18 tháng 2 năm 2017 |
| 20 | "Teitai no Sono Saki e" (停滞のその先へ)               | 25 tháng 2 năm 2017 |
| 21 | "Saikai" (再会)                                        | 4 tháng 3 năm 2017  |
| 22 | "Antō" (暗闘)                                          | 11 tháng 3 năm 2017 |
| 23 | "Kagaribi o Ou Mono" (篝火を追うもの)                  | 18 tháng 3 năm 2017 |
| 24 | "Kimi to Kanaeta Yakusoku" (君と叶えた約束)            | 25 tháng 3 năm 2017 |